# High Peak
High Peak es un distrito no metropolitano con el estatus de municipio, ubicado en el condado de Derbyshire (Inglaterra). Tiene una superficie de 539,15 km². Según el censo de 2001, High Peak estaba habitado por 89 433 personas y su densidad de población era de 165,88 hab/km².